# Pascal Gagneux
Pour les articles homonymes, voir Gagneux.
Pascal Gagneux, né en 1984, est moniteur d'escalade dans le club de Saint-Maur-des-Fossés, dans le Val-de-Marne.
En 2016, il devient Champion de France d'escalade de bloc.

## Biographie
Il grandit à Chailly-en-Bière. Durant son enfance, il va souvent en forêt de Fontainebleau où il découvre les rochers et l’escalade. À 14 ans, il s’inscrit au club de varappe de Saint-Fargeau-Ponthierry et commence aussi la compétition. 
En 2011, il est sélectionné en équipe de France d’escalade de bloc et participe à cinq des neuf étapes de la compétition. Le 19 août, il se classe 23e à l'étape de Munich, sa meilleure performance en compétition internationale.
En 2016, il vit à Pringy, près de Melun. Le 6 mai, à 31 ans, il  remporte le Championnat de France d'escalade de bloc masculin qui réunit 90 participants à Toulouse. Sa victoire le place devant Alban Levier, 21 ans, et Sean McColl, 29 ans, qui affichent plusieurs titres mondiaux à leur palmarès. Il décroche ainsi sa sélection en équipe de France et participe aux trois premières épreuves de la Coupe du monde d’escalade, en Suisse, au Japon où il parvient à la 31e place, et en Chine.

## Palmarès
- Champion de France d'escalade de bloc en 2016